# Richard Vivien
Richard Vivien (Torigni-sur-Vire, 25 de març de 1967) va ser un ciclista francès. No va passar mai al professionalisme i del seu palmarès destaca el Campionat del Món en ruta de 1987.

## Palmarès
- 1987
  -  Campió del món en ruta amateur
  - Vencedor d'una etapa a la Volta a Renània-Palatinat
  - Vencedor de 2 etapes al Tour de Normandia
- 1989
  - Vencedor d'una etapa a la Ronda de l'Oise
- 1990
  - Vencedor d'una etapa al Tour de Normandia
- 1991
  - 1r a la Ruban Granitier Breton
- 1993
  - 1r al Tour de la Manche